# Luisella Visconti
Luisella Visconti, nome d'arte di Luisella Conocchia (Milano, 11 maggio 1928 – Milano, 3 agosto 1967), è stata una doppiatrice, attrice e modella italiana.

## Biografia
Dapprima presente in un gran numero di riviste come fotomodella e ragazza copertina, entrò a far parte della Cooperativa Italiana Doppiatori nel 1959 e svolse un'intensa attività come doppiatrice, prestando la sua voce dal timbro dolce e caldo. Sua è la voce che doppia Mina nei vari musicarelli nelle parti non cantate.
Ricordata per le sue ottime doti vocali e per la sua delicata e quasi emaciata bellezza, fu anche attrice di teatro e saltuariamente attiva al cinema e in televisione: uno dei pochi film a cui prese parte fu Il cantante misterioso (1955) di Marino Girolami, con Carlo Campanini, dove interpretò Marisa.
Morì ad appena trentanove anni in seguito a una grave malattia.

## Attrici doppiate
- Adriana Asti in  Accattone
- Anouk Aimée in  Il successo
- Marisa Allasio in Camping, Carmela è una bambola, Maruzzella
- Marlene Among in Ti-Koyo e il suo pescecane
- Erika Blanc in Operazione paura
- Claudia Cardinale in Rocco e i suoi fratelli
- Hélène Chanel in 5 marines per 100 ragazze
- Jany Clair in I pianeti contro di noi
- Ursula Davis in La cripta e l'incubo
- Lorella De Luca in Il ritorno di Ringo
- Liana Dori in Il pirata del diavolo
- Shirley Eaton in Dieci piccoli indiani
- Edda Ferronao in Il vigile
- Anne Francis in Il pianeta proibito
- Yvonne Furneaux in Io, Semiramide
- Cristina Gajoni in I tre nemici
- Maria Giovannini in L'ultima preda del vampiro
- June Kenney in La vendetta del ragno nero
- Tetsuko Kobayashi in Atragon
- Sylva Koscina in Cyrano e D'Artagnan, Se permettete parliamo di donne
- Antonella Lualdi in Le signorine dello 04
- Daliah Lavi in Surcouf, l'eroe dei sette mari
- Michèle Mercier in Anni ruggenti, Casanova '70, Il giustiziere dei mari, I mostri, Le prigioniere dell'isola del diavolo
- Mina in Mina... fuori la guardia, Io bacio... tu baci, Appuntamento in Riviera
- Giorgia Moll in L'arcidiavolo
- Claudia Mori in Super rapina a Milano
- Ilaria Occhini in Il medico e lo stregone
- Alessandra Panaro in Ulisse contro Ercole
- Lourdes (Lulú) Parga in I misteri della magia nera
- Emmanuelle Riva in Io uccido, tu uccidi
- Yumi Shirakawa in Rodan
- Silvia Solar in Gli eroi del West
- Catherine Spaak in L'amore difficile
- Barbara Steele in Amanti d'oltretomba, L'armata Brancaleone
- Sandy Stewart in Dai, Johnny, dai!
- Susan Strasberg in Kapò
- Yōko Tani in Ombre bianche
- Jeanne Valérie in Se permettete parliamo di donne
- Olga Villi in Il fischio al naso

## Filmografia cinematografica
- Il cantante misterioso - (1955)

## La prosa radiofonica RAI
- Dialoghi delle carmelitane, di Georges Bernanos, regia di Corrado Pavolini, trasmessa il 19 dicembre 1952
- Lena e Leonce, di George Buchner, regia di Corrado Pavolini, trasmessa il 1 luglio 1953
- La giornata del giovin signore, radiocommedia di Marco Visconti, regia dell'autore, trasmessa il 22 dicembre 1954.
- Primo Faust di Wolfgang Goethe, regia di Corrado Pavolini, trasmessa il 9 marzo 1955.
- Lo stratagemma dei bellimbusti, commedia di George Farquhar, regia di Corrado Pavolini, trasmessa il 22 aprile 1955.
- Un'anima superiore, di Midi Mannocci, regia di Marco Visconti, trasmessa il 23 maggio 1956
- Il tavolo di melo, di Herman Melville, regia di Gian Domenico Giagni, trasmessa 6 giugno 1956.
- La controversia di Pierre de Marivaux, regia di Corrado Pavolini, trasmessa il 5 dicembre 1956.
- Il mistero della carità di Giovanna D'Arco di Charles Péguy, regia di Corrado Pavolini, trasmessa il 21 aprile 1957.
- Hary Janos, di Gàray Janos, regia di Corrado Pavolini (1958)
- Divorzio dalla realtà, commedia di Emery Bonnet, regia di Anton Giulio Majano, trasmessa il 12 gennaio 1961.
- L'ultima estate dell'infanzia, di John Reeves, regia di Corrado Pavolini, trasmessa il 30 marzo 1962